# Quinlan
Quinlan és una població dels Estats Units a l'estat de Texas. Segons el cens del 2000 tenia 1.370 habitants.

## Demografia
Segons el cens del 2000, Quinlan tenia 1.370 habitants, 558 habitatges, i 364 famílies. La densitat de població era de 423,2 habitants/km².
Dels 558 habitatges en un 32,6% hi vivien nens de menys de 18 anys, en un 45,5% hi vivien parelles casades, en un 15,8% dones solteres, i en un 34,6% no eren unitats familiars. En el 30,6% dels habitatges hi vivien persones soles el 15,6% de les quals corresponia a persones de 65 anys o més que vivien soles. El nombre mitjà de persones vivint en cada habitatge era de 2,46 i el nombre mitjà de persones que vivien en cada família era de 3,07.
Per edats la població es repartia de la següent manera: un 27,2% tenia menys de 18 anys, un 9,3% entre 18 i 24, un 25,9% entre 25 i 44, un 21,7% de 45 a 60 i un 15,8% 65 anys o més.
L'edat mediana era de 36 anys. Per cada 100 dones de 18 o més anys hi havia 80,3 homes.
La renda mediana per habitatge era de 28.472 $ i la renda mediana per família de 36.635 $. Els homes tenien una renda mediana de 34.688 $ mentre que les dones 21.190 $. La renda per capita de la població era de 16.122 $. Aproximadament el 8,3% de les famílies i el 12,4% de la població estaven per davall del llindar de pobresa.

## Poblacions més properes
El següent diagrama mostra les poblacions més properes.